# Unico Wilhelm van Wassenaer Obdam

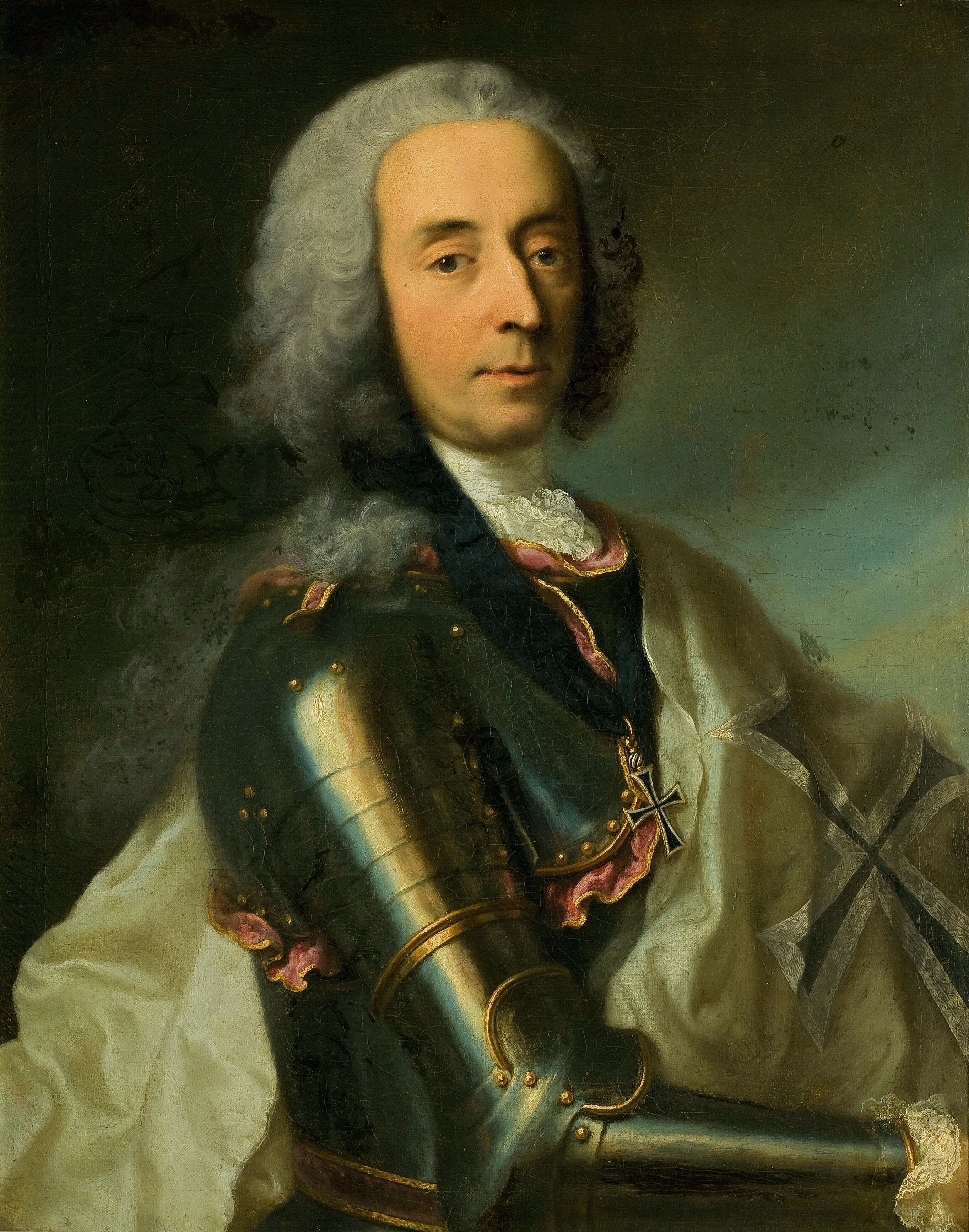
Unico Wilhelm van Wassenaer Obdam door George de Marees

Unico Wilhelm rijksgraaf van Wassenaer Obdam (Delden, 30 oktober 1692 - Den Haag, 9 november 1766) was een Nederlandse diplomaat, bestuurder en componist. Daarbij gold hij als een uitstekend organisator bij de sanering van de Balije Utrecht van de Duitse Orde.

## Levensloop

### Algemeen
Unico Wilhelm van Wassenaer Obdam, rijksgraaf van het Heilige Roomse Rijk, was de vijfde zoon van de edelman en diplomaat Jacob II van Wassenaer Obdam en van Adriana Sophia van Raesfelt tot Twickel en kleinzoon van admiraal Jacob van Wassenaer Obdam.
Zijn grootouders Van Raesfelt van moederszijde, bewoonden in de winter een huis aan het Noordeinde te Den Haag en in de zomermaanden kasteel Twickel bij Delden. Muziekonderricht kreeg hij vermoedelijk van Quirinus van Blankenburg in Den Haag.
Hij was lid van de Overijsselse, later van de Hollandse Ridderschap, gecommitteerde ter Staten-Generaal, hoogheemraad van het Hoogheemraadschap van Delfland, raad ter admiraliteit van Rotterdam, bewindhebber van de VOC ter kamer Hoorn en Enkhuizen, gezant naar Frankrijk en landcommandeur van de Duitse Orde.
Na zijn studie rechten aan de Universiteit Leiden ondernam hij studiereizen door heel Europa. Daardoor bouwde hij een netwerk op in de hoogste kringen. Hij kwam in contact met Hertog Friedrich Ludwig von Württemberg, aan wie hij drie sonates voor blokfluit en continuo opdroeg. In 1723 huwde hij Dodonea Lucia van Goslinga, dochter van Sicco van Goslinga. Zij schonk hem vijf kinderen, waaronder Jacob Jan en Carel George (1733-1800).
Na het overlijden van zijn broer Johan Hendrik (1683-1745) erfde Unico Wilhelm diens goederen, waaronder Paleis Kneuterdijk en Zuidwijk.
Rond de helft van de achttiende eeuw vervulde Van Wassenaer enkele diplomatieke missies als ambassadeur en "minister" van de Republiek der Verenigde Provinciën, onder meer in Keulen en Frankrijk. Aldaar componeerde hij het motet Nunc dimittis. Vanaf 1753 trad hij in functie als coadjutor van de Duitse Orde in de Calvinistische Balije Utrecht.

### Landcommandeur Balije Utrecht
Als coadjutor (1753) en later landcommandeur van de Ridderlijke Duitsche Orde in de protestantse Balije Utrecht hervormde Unico Wilhelm van Wassenaer de Duitse Orde en herstelde hij de economische en organisatorische grondslag van deze charitatieve instelling.

Het initiatief tot de reorganisatie werd in september 1753 door Van Wassenaer genomen tijdens een kapittelvergadering waar hij tot coadjutor van de balije werd verkozen. Daar gaf hij een analyse van de zorgelijke toestand, te weten: financiële wanorde, verval van het bezit en een gebrekkige organisatie.
De aangestelde commissie kwam bij de volgende kapittelvergadering in 1756 met het voorstel tot centralisatie van het beheer in de landcommanderij in Utrecht, tot goed beheer van bezit, afstoting verlieslatende delen en de aanstelling van een rentmeester-generaal als beheerder van de geldelijke middelen. De benoeming van deze rentmeester-generaal met secretaris volgde in 1762. De rentmeester-generaal en de secretaris zorgden voor de dagelijkse gang van zaken, in overleg met de landcommandeur waarbij elk jaar samen met enkele commissieleden de stukken werden gecontroleerd en besluiten werden genomen die door de kapittelvergaderingen werden bekrachtigd.
De commandeurs verloren hun inkomsten uit de commanderij maar kregen in ruil een vastgesteld traktement. Doordat de opvolging door de coadjutor een automatisme werd, nam de macht van de landcommandeur toe. Ook de controle door de Staten van Utrecht nam af. De toelating van nieuwe leden kwam geheel in eigen hand, waarbij de controle op adellijke kwartieren en kerkelijke gereformeerde binding strenger werd.

De reorganisatie onder leiding van rentmeester-generaal Dirk Gijsbert Cazius was succesvol.
Door de hoge pachtinkomsten en de opbloei van de landbouw in de Republiek der Verenigde Nederlanden na 1765 liepen de batige saldi steeds verder op. De opbrengsten werden door de Balije als een goede huisvader deels belegd, deels in kas gehouden en deels uitgekeerd aan de kapittelleden. Ook de secretaris en de rentmeester deelden in de winst.
Aan de vooravond van de revolutieperiode was de balije Utrecht krachtig georganiseerd met gezonde financiën en werd goed beheerd. Daarbij stonden de leden als politicus of militair in het hart van de samenleving.

### Van Wassenaer als componist
De bestuurder Van Wassenaer was muzikaal zeer getalenteerd, maar liep daarmee niet te koop, omdat dat in zijn aristocratisch milieu niet als een bijzonder passende bezigheid werd beschouwd. Daardoor werd het mogelijk dat door hem geschreven stukken aan anderen werden toegeschreven. Hij was componist van de Concerti Armonici die hij schreef tussen 1725 en 1740. Deze concerten werden gepubliceerd in 1740 door de Italiaanse violist Carlo Ricciotti (1681–1756), aan wie de concerten aanvankelijk werden toegeschreven. Van Wassenaer is daarom ook wel "the mystery composer" genoemd.
De Poolse componist François Lessel (1780?-1835) schreef de concerten ten onrechte toe aan Giovanni Battista Pergolesi. De stijl van de concerten is namelijk Italiaans, volgens Romeinse traditie geschreven met vier vioolpartijen en elk bestaat uit vier delen in plaats van de Venetiaanse drie delen, wat destijds gebruikelijker was; ze zijn vergelijkbaar met het werk van Pietro Locatelli.
In 1979 werd een handschrift gevonden van de zes concerten in de archieven van Kasteel Twickel, met het opschrift Concerti Armonici. Hoewel er geen muziekhandschrift van Van Wassenaer zelf werd gevonden, bevat het de gedrukte partituur met een handgeschreven inleiding van Van Wassenaer, luidend: "Partition de mes concerts gravez par le Sr. Ricciotti" (partituur van mijn concerten, gedrukt door Dhr. Ricciotti). Onderzoek van de musicoloog Albert Dunning heeft vervolgens op overtuigende wijze aangetoond dat de Concerti Armonici van de hand van Van Wassenaer zijn. Het Concerto Nr. 4 in G Majeur werd in een bewerking voor koperensemble op 15 september 2009, Prinsjesdag, door leden van het Residentie Orkest uitgevoerd tijdens de Verenigde Vergadering der Staten-Generaal in de Ridderzaal in Den Haag. Het stuk werd opnieuw ten gehore gebracht op Prinsjesdag 2013, 17 september, in de Verenigde Vergadering waarin Koning Willem-Alexander zijn eerste troonrede voorlas.
Van Wassenaers drie sonates voor blokfluit en basso continuo werden pas begin jaren negentig ontdekt. Voor die tijd had men Wassenaer als Wallenaer gelezen.

## Andere werken
- Gebed voor de predicatie voor orgel
- Laudate dominum (motetten)
- Nunc dimittis (motetten)
- Concert voor fluit en strijkers
- 6 Concerten voor 4, 5 en 7 instrumenten
- 3 Sonaten voor blokfluit en b.c.
- Sonate voor cello en b.c.
- Sonate voor 2 violen en b.c.

- Bibsys: 8032422
- Biblioteca Nacional de España: XX1157525
- Bibliothèque nationale de France: cb13900750m (data)
- Biografisch Portaal: 12364257
- CiNii: DA13870209
- Digitale Bibliotheek voor de Nederlandse Letteren: wass097
- Gemeinsame Normdatei: 119186535
- International Standard Name Identifier: 0000 0003 6334 3679
- Library of Congress Control Number: n81100846
- Nationale Bibliotheek van Letland: 000039309
- MusicBrainz: 6b07e499-da41-4a93-b3c2-4c77ce40c5cf
- Bibliotheek van het Japanse parlement: 01058558
- Nationale Bibliotheek van Tsjechië: mzk2010594097
- Nationale Bibliotheek van Israël: 987007283535405171
- Nederlandse Thesaurus van Auteursnamen: 068721420
- Réseau des bibliothèques de Suisse occidentale: 02-A012318254
- SNAC: w6rj4qw1
- Système universitaire de documentation: 086231685
- Virtual International Authority File: 224892746
- WorldCat: E39PBJwRRJJQGVfdYQMyxP8jYP